# Polikarpov SPB (D)
Polikarpov SPB (D) (Skorostnoy Pikiruyushchy Bombardirovshchik (Dalnost)—Máy bay ném bom bổ nhào tốc độ cao (tầm xa)) là một loại máy bay ném bom bổ nhào hai động cơ của Liên Xô, được thiết kế trước Chiến tranh thế giới II.

## Tính năng kỹ chiến thuật
Dữ liệu lấy từ Gunston, The Osprey Encyclopaedia of Russian Aircraft 1875–1995
Đặc tính tổng quan
- Kíp lái: 5
- Chiều dài: 11,2 m (36 ft 9 in)
- Sải cánh: 17 m (55 ft 9 in)
- Diện tích cánh: 42,93 m2 (462,1 foot vuông)
- Trọng lượng rỗng: 4.480 kg (9.877 lb)
- Trọng lượng có tải: 6.850 kg (15.102 lb)
- Động cơ: 2 × Klimov M-105 , 783 kW (1.050 hp) mỗi chiếc
- Cánh quạt: 3-lá

Hiệu suất bay
- Vận tốc cực đại: 520 km/h (323 mph; 281 kn) trên độ cao 4.500 mét (14.764 ft)
- Tầm bay: 2.200 km (1.367 mi; 1.188 nmi)
- Trần bay: 9.000 m (29.528 ft)

Vũ khí trang bị

- Súng:
- 1x súng máy Berezin UB 12,7 mm
- 2x súng máy ShKAS 7,62 mm
- Bom: Lên tới 1.500 kilôgam (3.307 lb) (800 bên trong, 700 mang ngoài)

Máy bay tương tự
- Petlyakov Pe-2